# Stromatopelminae
Stromatopelminae là một phân họ nhện trong họ Theraphosidae.

## Các chi
- Chi Encyocratella (Strand, 1907)
- Chi Heteroscodra (Pocock, 1899)
- Chi Stromatopelma (Karsch, 1881)